# NGC 164
NGC 164(또는 PGC 2181, MCG 0-2-89, 2MASS 00363291+0244591)는 물고기자리에 있는 정상나선은하이다. 겉보기 등급은 +15.94이다. 1864년 8월 3일 독일의 천문학자 앨버트 마스에 의해 발견되었다.